# Julia Walczyk-Klimaszyk
Julia Walczyk-Klimaszyk, född 28 oktober 1997, är en polsk fäktare som tävlar i florett.

## Karriär
Vid europeiska spelen 2023 i Kraków tog Walczyk-Klimaszyk guld i florett. Vid EM 2024 i Basel tog hon brons individuellt samt silver tillsammans med Hanna Łyczbińska, Martyna Synoradzka och Martyna Jelińska i lagtävlingen i florett. Vid olympiska sommarspelen 2024 i Paris blev Walczyk-Klimaszyk utslagen i åttondelsfinalen i damernas florett av kanadensiska Eleanor Harvey samt var en del av Polens lag som slutade på sjätte plats i lagtävlingen i florett.